# Sitzkarussell

Sitzkarussell

Ein Sitzkarussell ist ein Spielgerät auf Kinderspielplätzen, das zu den Drehspielgeräten gehört.
Gemeinsame Eigenschaften dieser Drehspielgeräte sind die Drehbarkeit um die eigene vertikale Achse, dass sich das Spielgerät als ganzes mitdreht, und dass das Spielgerät von den Kindern mit Muskelkraft angetrieben wird. Zu den Drehspielgeräten gehören neben den Sitzkarussellen auch das Stehkarussell, die Drehscheibe und der Drehteller.
Solche Karussells befinden sich vornehmlich auf Kinderspielplätzen, sind jedoch zunehmend auch in privaten Gärten anzutreffen.
Steht ein solches Drehspielgerät auf einem öffentlichen Spielplatz, muss es der Norm DIN EN 1176 genügen.

## Vergleich zu Jahrmarkt-Karussellen
Im Vergleich zu Jahrmarkt-Karussellen ist ein Sitzkarussell deutlich kleiner, es wird durch Muskelkraft angetrieben und ist einfacher im Aufbau. Sitzkarusselle haben üblicherweise keine themenbezogenen Fahrzeuge (wie beispielsweise ein Mini-Feuerwehrauto), sondern sind stattdessen mit einer einfachen, umlaufenden Sitzbank ausgestattet. Außerdem sitzen die Kinder beim Sitzkarussell i. d. R. radial (schauen also zum Mittelpunkt), während beim Jahrmarkt-Karussell in tangentialer Richtung geschaut wird (also in Drehrichtung). Außerdem ist ein Jahrmarkt-Karussell hell erleuchtet, und es spielt Musik. Dort werden einzelne Fahrten verkauft, ist also gebührenpflichtig, während das Spielplatzkarussell den gleichen Bedingungen unterliegt wie der ganze Spielplatz, bei öffentlichen Spielplätzen also kostenlos ist.

## Größe
Bei den Sitz- und Stehkarussellen sowie den Drehscheiben ist die Größe abgestimmt auf eine kleine Gruppe von Kindern. Damit ist i. d. R. ein Durchmesser zwischen einem und drei Metern, selten auch darüber, verbunden.
Im Unterschied dazu ist der Drehteller nur für eine bis zwei Personen bestimmt. Sein Durchmesser ist daher deutlich kleiner, so etwa 50 cm.

## Bauformen
Bei den Bauformen unterscheidet man Sitzkarussell, Stehkarussell, Drehscheibe und Drehteller. Diese Begriffe werden selbst von den Herstellern oder Händlern dieser Geräte nicht immer korrekt verwendet. Es empfiehlt sich daher, immer das Bild und die genaue Beschreibung zu beachten, soweit so etwas verfügbar ist.

### Sitzkarussell

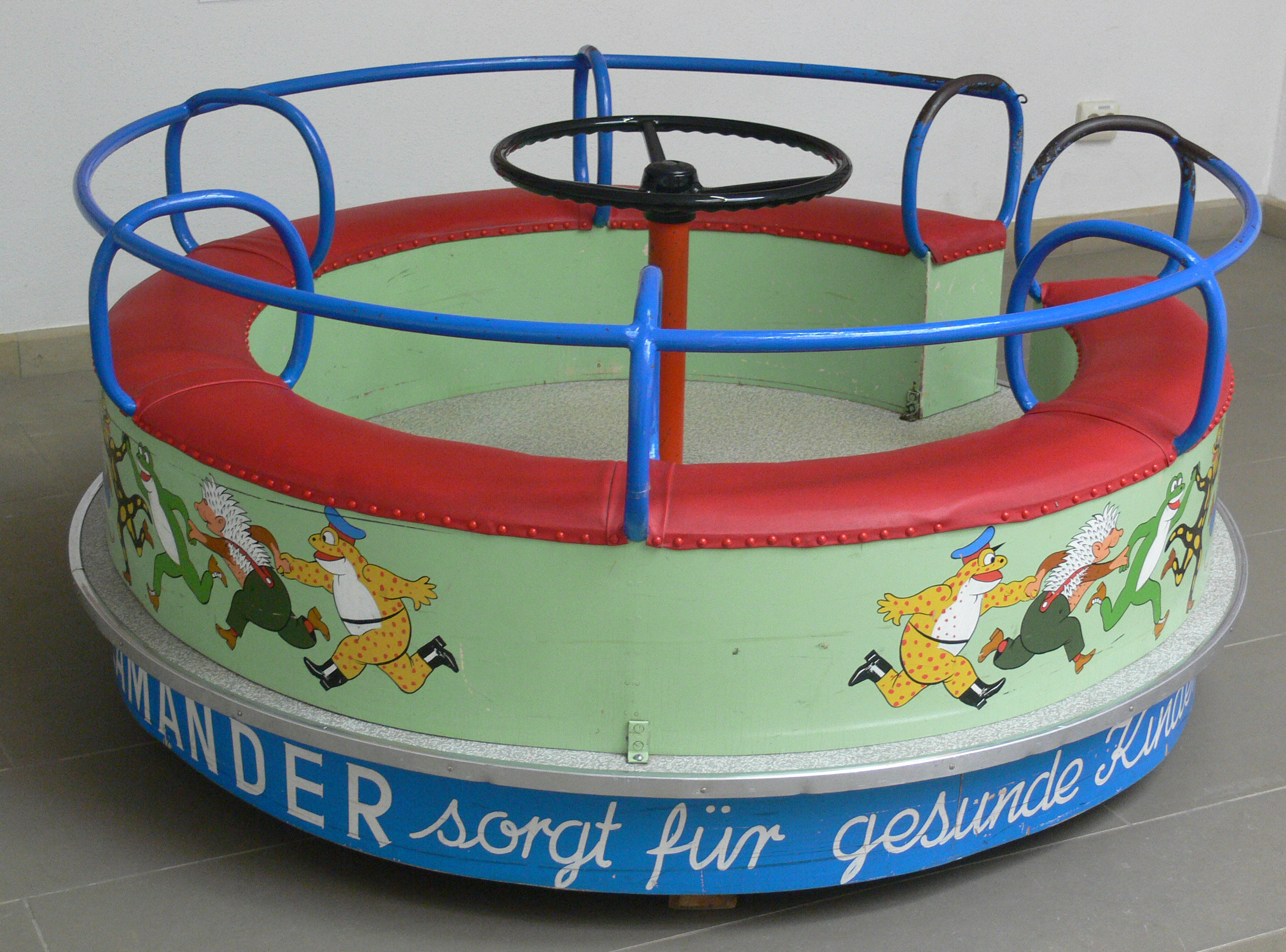
Werbe-Sitzkarussell der Fa. Salamander mit Figuren der Lurchi-Reihe, um 1970 (Museum der Alltagskultur, Waldenbuch)

Bei einem Sitzkarussell ist der Boden des Spielgerätes drehbar gelagert. Auf diesem Boden ist eine runde Sitzbank mit Lehne montiert. Die Lehne bildet den äußeren Rand des Spielgeräts.
In der Mitte befindet sich die Drehachse, die fest mit dem Untergrund verbunden (also nicht drehbar) ist. Daran ist ein Handrad montiert, mit dessen Hilfe die Kinder das Spielgerät in Drehbewegung versetzen können.

### Stehkarussell

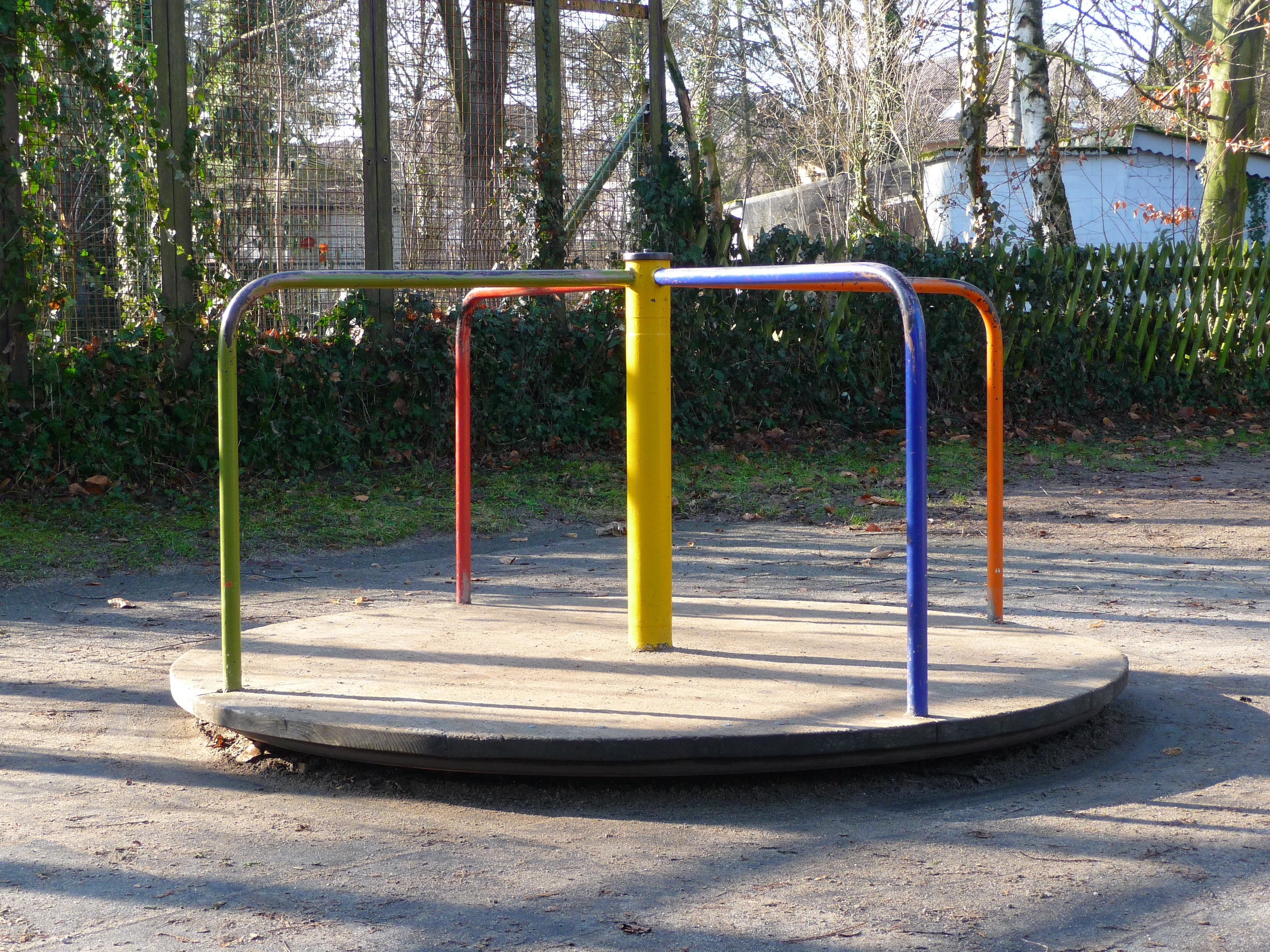
Stehkarussell

Ein Stehkarussell ist einfacher als ein Sitzkarussell aufgebaut: Es gibt einen drehbar gelagerten Boden, auf dem lediglich Stangen zum Festhalten montiert sind. Angetrieben wird es durch Abstoßen mit einem Fuß vom Untergrund außerhalb des Randes des Stehkarussells.

### Drehscheibe
Die Drehscheibe hat den denkbar einfachsten Aufbau: Eine runde Scheibe ist drehbar gelagert. Es gibt keinerlei Aufbauten. In der Regel ist die Drehachse nicht exakt vertikal, sondern gekippt.
Für etwas Abwechslung sorgt eine Variation, in der die Drehscheibe nicht flach, sondern leicht trichterförmig geformt ist.

### Drehteller
Ein Drehteller ist eine kleine Drehscheibe für eine bis zwei Personen. Dabei gibt es eine Stange in der Mitte zum Festhalten, die sich mit dem Spielgerät mitdreht. Auch hier kann die Drehachse schief angelegt sein.

## Nutzen

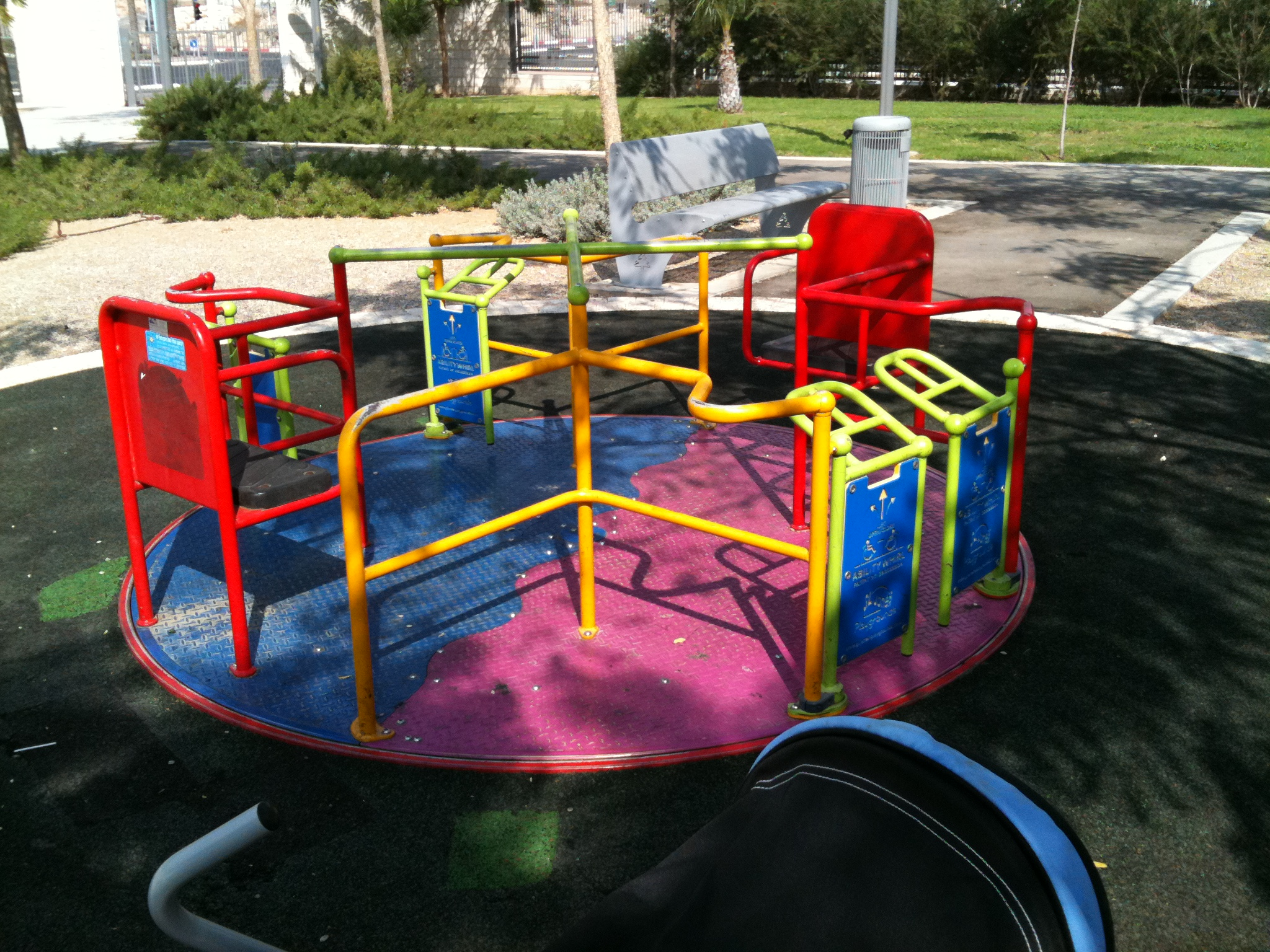
Integratives Spielplatzkarussell

Die Benutzung solcher Drehspiele macht die Kinder mit dem Gefühl und den physikalischen Eigenschaften dieser Drehbewegung vertraut. Dazu gehören erste sinnliche Erfahrungen mit der Zentrifugalkraft, die auf den Körper wirkt. Auch der Gleichgewichtssinn wird gefordert und damit trainiert. Außerdem können Kinder Sozialkompetenz erlernen, wenn sie merken, dass für den einzelnen der Antrieb leichter fällt, sobald alle gleichermaßen am Antrieb mitwirken. Durch diesen muskulären Antrieb werden natürlich auch Muskeln trainiert und der Spaß an der Bewegung gefördert.
Darüber hinaus werden integrative Sitzkarusselle angeboten, in denen auch Rollstühle Platz finden. Durch das gemeinsame Spielen wird das selbstverständliche Zusammenleben Behinderter mit Nichtbehinderten gefördert.

## Sicherheit
Um die Sicherheit der Spielgeräte auf öffentlichen Plätzen zu gewährleisten, müssen alle Karusselle der „DIN 1176 - Spielplatzgeräte, Teil 5 - Zusätzliche besondere sicherheitstechnische Anforderungen und Prüfverfahren für Karussells“ genügen.
Eine erhöhte Gefahr entsteht selbstverständlich bei „unsachgemäßem Gebrauch“ eines Karussells. Dabei ist zu berücksichtigen, dass die üblichen Karusselle für Kinder konzipiert sind. Bei Benutzung durch ältere Jugendliche und Erwachsene kann eine Gefahr schon durch zu wenig Platz (Beinfreiheit) oder zu niedrige Geländerhöhen entstehen. Besonders gefährlich wird es, wenn ein Karussell maschinell (z. B. durch einen Motorroller) angetrieben wird. Die dadurch erreichten extrem hohen Drehzahlen überfordern eigentlich immer die im Karussell sitzenden Menschen, auf die eine oder andere Art.